# Тот, Бела (шахматист)
Бела Тот (род. 19 апреля 1943, Будапешт) — венгерский и итальянский шахматист, международный мастер (1974), гроссмейстер ИКЧФ (2004).
Чемпион Италии 1975, 1976, 1980 и 1982 гг. Бронзовый призёр чемпионата Венгрии 1971 г.
В составе сборной Италии участник четырех шахматных олимпиад (1974, 1976, 1980, 1984).
Победитель чемпионата Европы по переписке (1978 г.).

## Изменения рейтинга
| Графики недоступны из-за технических проблем. См. информацию на Фабрикаторе и на mediawiki.org. |